# 피오네르스카야역 (상트페테르부르크 지하철)
피오네르스카야역(러시아어: Пионерская)은 러시아 상트페테르부르크 시에 있는 상트페테르부르크 지하철 모스콥스코 페트로그라츠카야 선의 역이다. 1982년 11월 4일에 개통되었다.